# Андреевское (село, Большесельский район)
В Ярославской области есть ещё 10 населённых пунктов с таким названием, в том числе в этом же районе и сельском поселении, но в Чудиновском сельском округе есть деревня Андреевское.
Андреевское — село на территории Благовещенского сельского округа в Благовещенском сельском поселении Большесельского района Ярославской области.

## Население
По данным статистического сборника «Сельские населенные пункты Ярославской области на 1 января 2007 года», в селе Андреевское проживает 5 человек.

## География
Село находится на восток от районного центра Большое Село. Она стоит на западной окраине обширного райна торфодобычи Варегово болото, основной район торфодобычи находится к востоку от села, но отдельные участки есть и с севера и с юга. Андреевское находится в центре относительно большого (для данной в целом лесной местности) поля, протянувшегося на 6 км от деревни Горки, расположенной на северо-запад от Андреевского до деревни Тиханово, на юг от Андреевского.

## История
Село Андреевское указано на плане Генерального межевания Борисоглебского уезда 1792 года. В 1825 Борисоглебский уезд был объединён с Романовским уездом. По сведениям 1859 года село относилось к Романово-Борисоглебскому уезду.

## Церковь Покрова Пресвятой Богородицы
В 1788 году стараниями местной помещицы Елизаветы Ивановны Хомутовой в Андреевском была возведена кирпичная трёхпрестольная Церковь Покрова Пресвятой Богородицы (Покровская церковь). Церковь построена в стиле классицизма. Основной объем церкви восьмерик на четверике с одноглавым барабаном на своде купола. Северной и южной стороны треугольные фронтоны с членением фасадов пилястрами и круглыми окнами во втором ярусе. В отделке стен сохранились остатки руста. Трехъярусная колокольня, увенчанная барабаном, примыкает к трапезной. В 1886 году построена кирпичная часовня на юго-западном углу церковной ограды.
Наряду с  Введенской церковью в усадьбе Лытарево (усадьба Хомутовых) составляла Андреевский приход .
Имела три престола: Покрова Божией Матери (летняя), Архистратига Михаила и Рождества Пресвятой Богородицы (зимняя).
В 1933 году церковь закрыта, в здании были размещены тракторные мастерские совхоза «Свобода».
В настоящее время церковь отреставрирована и является действующей.

## Население
| 1859 | 2002 | 2007 | 2010 |
| ---- | ---- | ---- | ---- |
| 132  | ↘3   | ↗5   | ↗20  |